# Nord- und Westdeutscher Rundfunkverband
Der Nord- und Westdeutsche Rundfunkverband (NWRV) war von 1956 bis 1961 eine Vereinigung des Norddeutschen Rundfunks (NDR) und des Westdeutschen Rundfunks (WDR) mit dem Zweck, ein gemeinsames Fernsehprogramm auszustrahlen. Der NWRV hatte seinen Sitz in Hamburg, Rothenbaumchaussee 132–134.

## Geschichte
Zu Beginn der 1950er-Jahre fanden in den zuletzt am Nordwestdeutschen Rundfunk (NWDR) beteiligten Bundesländern Nordrhein-Westfalen, Niedersachsen, Hamburg und Schleswig-Holstein politische Prozesse statt, aus denen 1955 schließlich die Aufspaltung des NWDR in den WDR für Nordrhein-Westfalen und den NDR für die drei übrigen Länder hervorging, wobei die neuen Anstalten zum 1. Januar 1956 den Betrieb aufnahmen.
Zunächst sollten nur die Radioprogramme eigenverantwortlich betrieben werden. Die Beiträge zum Deutschen Fernsehen sollten weiterhin von einer gemeinsamen Körperschaft der beiden Sender veranstaltet werden, weshalb die beteiligten Länder durch Staatsvertrag den NWRV gründeten. Da zunächst kein Geschäftsführer gefunden wurde, war zwischen dem 1. Januar 1956 und dem 31. März 1956 offiziell noch der sich in Auflösung befindliche NWDR Veranstalter des Fernsehprogramms, ab dem 1. April 1956 war dann der NWRV für das Fernsehprogramm in den vier Ländern zuständig.
Der Staatsvertrag wurde 1958 vom Land Nordrhein-Westfalen gekündigt, so dass der NWRV am 31. März 1961 wieder aufgelöst wurde und die Verantwortung für das Fernsehprogramm an den NDR und den WDR selbst überging.
Zu den bekanntesten Filmproduktionen des NWRV gehörten:
- 1959: So weit die Füße tragen – Fernseh-Mehrteiler – Regie: Fritz Umgelter
- 1959: Der Andere – 1. Durbridge-Mehrteiler – Regie: Joachim Hoene
- 1960: Am grünen Strand der Spree – Fernseh-Mehrteiler – Regie: Fritz Umgelter
- 1960: Es ist soweit – Durbridge-Mehrteiler – Regie: Hans Quest
- Stahlnetz (die ersten Folgen) – Fernsehserie – Regie: Jürgen Roland

## Kuratorium und Verantwortliche
- Letzter Vorsitzender des Kuratoriums des NWRV war Heinz Kühn (MdB)
- einziger Geschäftsführer: Georg Hubrich
- Justitiar: Hans Brack
- Verantwortlich für den NDR: Intendant Walter Hilpert
- Verantwortlich für den WDR: Intendant Hanns Hartmann